# Ameridion moctezuma
Espèce
Synonymes
- Theridion moctezuma Levi, 1959

 Ameridion moctezuma est une espèce d'araignées aranéomorphes de la famille des Theridiidae.

## Distribution
Cette espèce est endémique du Veracruz au Mexique,.

## Description
Le mâle holotype mesure 2,3 mm et la femelle 2,5 mm.

## Publication originale
- Levi, 1959 : The spider genera Achaearanea, Theridion and Sphyrotinus from Mexico, Central America and the West Indies (Araneae, Theridiidae). Bulletin of the Museum of Comparative Zoology, vol. 121, no 3, p. 57-163 (texte intégral).